# James Stinson
Pour les articles homonymes, voir Stinson.
James Marcel Stinson (né le 14 septembre 1969 et décédé le 3 septembre 2002 à Détroit, dans le Michigan) est un producteur de musique électronique.

## Biographie
Son style musical est inspiré des pionniers de la techno de Détroit Juan Atkins (notamment pour ses sorties au sein du duo Cybotron) et The Electrifying Mojo. Conducteur de camion, ce qui selon ses dires lui laissait le temps de faire mûrir ses projets musicaux à l'abri du monde extérieur, il fonde le projet Drexciya aux côtés de Gerald Donald, et sortira de nombreux morceaux sous différents pseudonymes (The Other People Place, Transllusion, Shifted Phases, Elecktroids, Abstract Thought, Lab Rat XL, Clarence G),. 
Ne donnant pratiquement aucune interview, de nombreuses zones d'ombres subsistent sur sa biographie et ses productions. Il décède le 3 septembre 2002 à la suite de complications cardiaques. Il laisse inachevé le projet Seven Storms, une série de sept albums.

## Discographie
- 1991 : Clarence G - Hyperspace Sound Lab (12") (Flourescent Forest Rec.)
- 1995 : Elecktroids - Elektroworld (CD/2xLP) (Warp Records)
- 1995 : Elecktroids - Kilohertz (12"/CD Maxi) (Warp Records)
- 2001 : The Other People Place - Lifestyles of the Laptop Café (CD/2x vinyle) (Warp Records) (Drexciya Storm)
- 2001 : Transllusion - The Opening of the Cerebral Gate (CD/2x vinyle) (Supremat) (Drexciya Storm)
- 2001 : Transllusion - Mind Over Positive and Negative Dimensional Matter (12") (Supremat)
- 2002 : Transllusion - L.I.F.E. (CD/LP) Rephlex (Drexciya Storm)
- 2002 : Transllusion - Third Eye E.P. (12", EP) Rephlex
- 2002 : The Other People Place - Sunday Night Live at the Laptop Cafe (12") (Clone Records)
- 2002 : Shifted Phases - The Cosmic Memoirs of the Late Great Rupert J. Rosinthrope (CD/2x vinyle) Tresor (Drexciya Storm #6)
- 2003 : Lab Rat XL - Mice or Cyborg (CD/2x vinyle) (Clone Records) (Drexciya Storm #7)

En 2003, les EP de Drexciya ont été réédités en vinyles multicolores pour commémorer la disparition de James Stinson.